# John Fearn
John Fearn (1768) è stato un ufficiale britannico della Royal Navy, comandante di nave ed esploratore.

## Biografia
Fearn diventò famoso per essere stato il primo europeo a sbarcare sull'isola di Nauru, nell'Oceano Pacifico, oggi una repubblica sovrana.
La scoperta avvenne l'8 novembre 1798, mentre Fearn navigava con la sua nave baleniera Hunter dalla Nuova Zelanda ai mari della Cina. Egli la chiamò Pleasant Island ("isola piacevole") per il suo ambiente affascinante e la natura amichevole degli indigeni.
| Controllo di autorità | VIAF (EN) 26153773399961430227 · GND (DE) 1167571304 |